# Palazzo De Vita De Luca
Il palazzo De Vita De Luca è un palazzo del centro storico della città di Foggia.

## Storia
Costruito nel 1545 in via Arpi, nei pressi della locale Cattedrale, fu comprato nel 1696 dal reverendo Giuseppe De Vita.
Sul cornicione del palazzo spicca l'iscrizione: Ut videat et videatur D. Joseph De Vita a S. Marco in Lamis opus hoc bonum erexit A.D. MDLCXVII.